# Clinton (contea di Oneida, New York)
Clinton è una località (village) degli Stati Uniti d'America, nella contea di Oneida, nello stato di New York. Il toponimo deriva da George Clinton, il primo governatore dello Stato.
Clinton è un village che concorre all'amministrazione del comune di Kirkland.